# 茨城県道325号常陸大子停車場線
茨城県道325号常陸大子停車場線（いばらきけんどう325ごう ひたちだいごていしゃじょうせん）は、茨城県久慈郡大子町内を通る一般県道である。

## 概要
久慈郡大子町市街の国道461号とJR水郡線常陸大子駅と接続するための延長569メートル (m) の茨城県道の路線である。ただし、路線に指定された起点・常陸大子駅前から大子町役場前交差点まで国道461号大子バイパスと全線重複するため、実延長となる単独区間は存在しない。

### 路線データ
- 起点：茨城県久慈郡大子町大字大子字岡本988番3地先（常陸大子駅）[2]
- 終点：茨城県久慈郡大子町大字大子字瀬戸田809番1地先（大子町役場前交差点 = 国道461号交点）[2]
- 総延長：569 m[3]
- 重用延長：569 m[3]
- 未供用延長：なし[3]
- 実延長：0 m[3]
- 自動車交通不能区間延長[注釈 1]：なし[3]

## 歴史

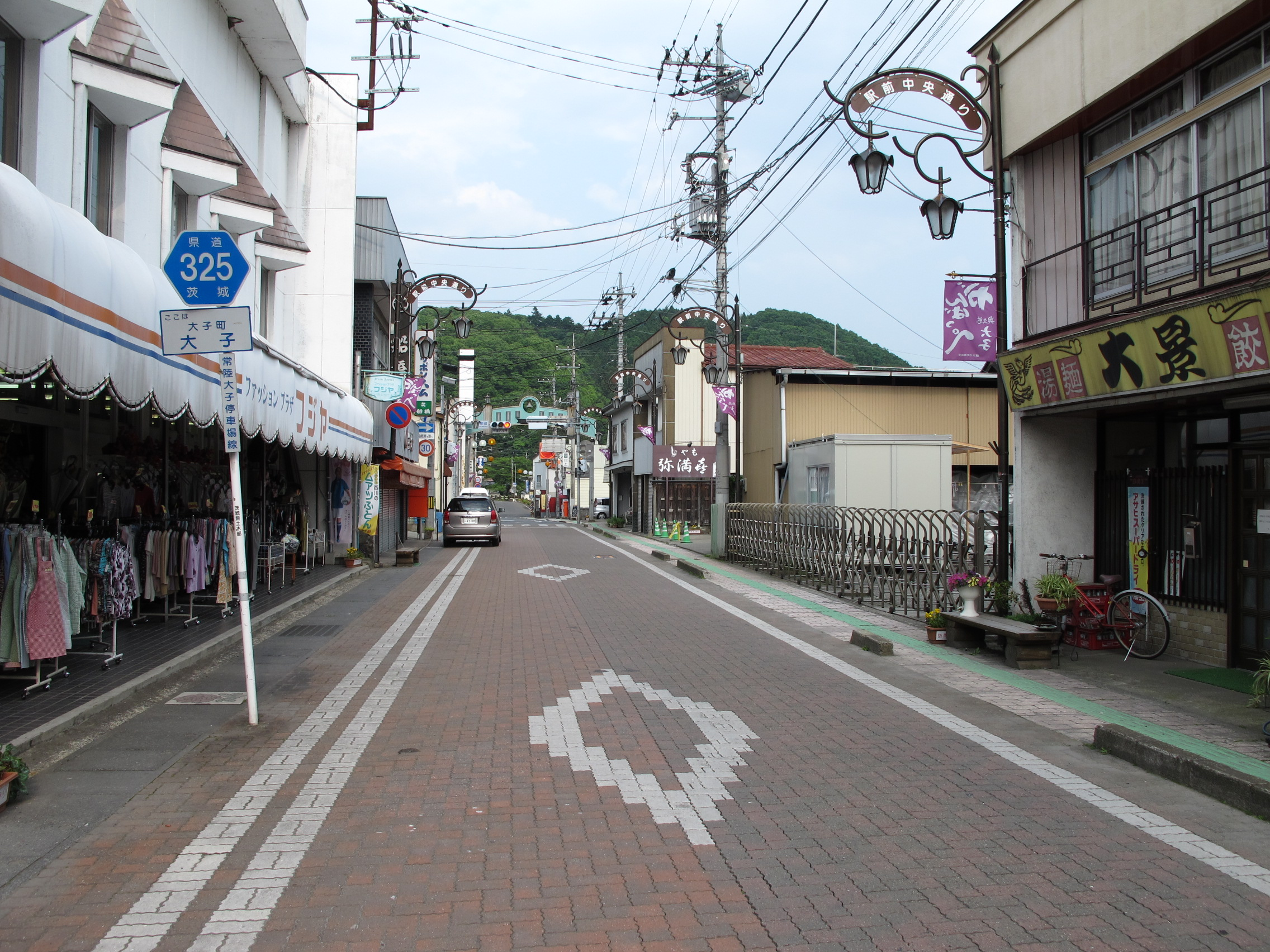
2013年3月まで県道指定されていた泉町交差点に至る駅前大子商店街の旧道。大子町大子（2012年5月）

1959年（昭和34年）10月14日、新たな県道として久慈郡大子町大字大子の常陸大子停車場を起点とし、二級国道水戸郡山線交点を終点とする区間を本路線とする県道常陸大子停車場線として茨城県が県道路線認定した。
1995年（平成7年）に整理番号325となり現在に至る。
2013年（平成25年）まで、久慈郡大子町市街の国道461号旧道とJR水郡線常陸大子駅と接続するための延長384 mの道路であった。この旧道はJR常陸大子駅前から泉町交差点まで、大子商店街を通り抜ける1車線の東西に延びる赤のインターロッキングブロック舗装の街路で、全線が車両一方通行区間のため、常陸大子駅から国道461号方面へしか通行できないものであった。国道461号大子バイパス供用を機に、大子バイパスと全線重複する道路となり、一方通行の旧道は大子町へ移管された。

### 年表
- 1927年（昭和2年）3月10日：常陸大子駅が開業する。
- 1930年（昭和5年）2月11日：現在の路線の前身である大子停車場線が路線認定される[4]。延長384m。
- 1959年（昭和34年）10月14日
  - 現在の路線が路線認定される（図面対象番号281）[5]。
  - 道路の区域は、久慈郡大子町大字大子の常陸大子停車場から久慈郡大子町大字大子の二級国道水戸郡山線交点までと決定された[6]。
- 1995年（平成7年）3月30日：整理番号336から現在の番号（整理番号325）に変更される[7]。
- 2013年（平成25年）2月21日：国道461号大子バイパス開通に伴い、大子町大字大子字岡本（常陸大子駅前）から同町大字大子字瀬戸田（大子町役場前交差点）までの国道461号大子バイパスと重複する区間（延長586m）が本県道に編入[1]。終点が大子町役場前交差点に変更。
- 2013年（平成25年）3月7日：久慈郡大子町大字大子地内（常陸大子駅 - 泉町交差点）の旧道が指定解除され、大子町道へ降格。全線が大子バイパス重複区間となる[2]。

## 重複区間
- 国道461号大子バイパス（全線重複：569 m）

## 地理

### 交差する道路
- 国道461号（JR常陸大子駅前・大子町役場前交差点）
- 茨城県道28号大子那須線（大子町役場前交差点）

### 沿線
- JR水郡線 常陸大子駅
- 大子町役場